# أبو تفليسي
أبو تفليسي أو القديس آبو (بالجورجية: აბო თბილელი) ولد حوالي عام 756 في بغداد وتوفي في 6 يناير 786 ويعتبر قديس في المسيحية وشهيد وشفيع مدينة تبليسي عاصمة جورجيا ومنها اشتقّ كنيته.
ولد آبو في العراق وكان مسلمًا ومقيمًا في بغداد ويعمل في صناعة العطور ومزاولاً لتركيبها مع المراهم الطبيّة ما يدلّ على معرفة واضحة بالكيمياء، ونال تعليمًا دينيًا جيدًا هو «الضروري لكل مسلم»، وخلال إحدى زياراته إلى جورجيا دخل في نقاشات متعلقة بالديانة مع كهنة وأساقفة من البلاد شملت أدق المسائل الدينية، وهذه النقاشات دفعته إلى الاقتناع بالمسيحية. ومع ذلك، تردد في التحوّل نحو المسيحية علنًا إذ كانت جورجيا تحت حكم الخلافة العباسية، لكنه سرًا أخذ يصلي الصلوات المسيحية. رافق آبو الأمير نرسيس وتوجها نحو أبخازيا التي لم تكن خاضعة لسيطرة العباسييين، وهناك اعتنق آبو المسيحية رسميًا وانخرط في حياة من الصلاة والزهد.
في عام 782 صالح الأمير نرسيس العباسيين في تبليسي وعاد إليها، فأراد آبو التوجه معه إلى العاصمة رغم تحذيرات الأمير، وظلّ هناك لنحو ثلاث سنوات مقيمًا ومبشرًا بين الشعب. بعد ثلاث سنوات، اعتقلته السلطات العباسيّة في تبليسي وحاكمته بتهمة الردة عن الإسلام، لكنه رفض التخلي عن المسيحية واعترف بإيمانه في قاعة المحكمة نفسها. نفذ به الإعدام في 6 يناير 786 وقد نقل التقليد أن آخر كلماته كان شكر لله لأنه «حوّل مهنته من تركيب العطور الدنيويّة إلى الدعوة السماوية باتباع العطور الحلوة لوصايا المسيح».
واعتبر شهيدًا وقديسًا وشفعيًا لمدينة تبليسي وقام الكاتب الجورجي إيوني سابانيسدز حديثًا بإصدار رواية تتناول قصة حياته بعنوان «استشهاد آبو القديس».

## معرض صور

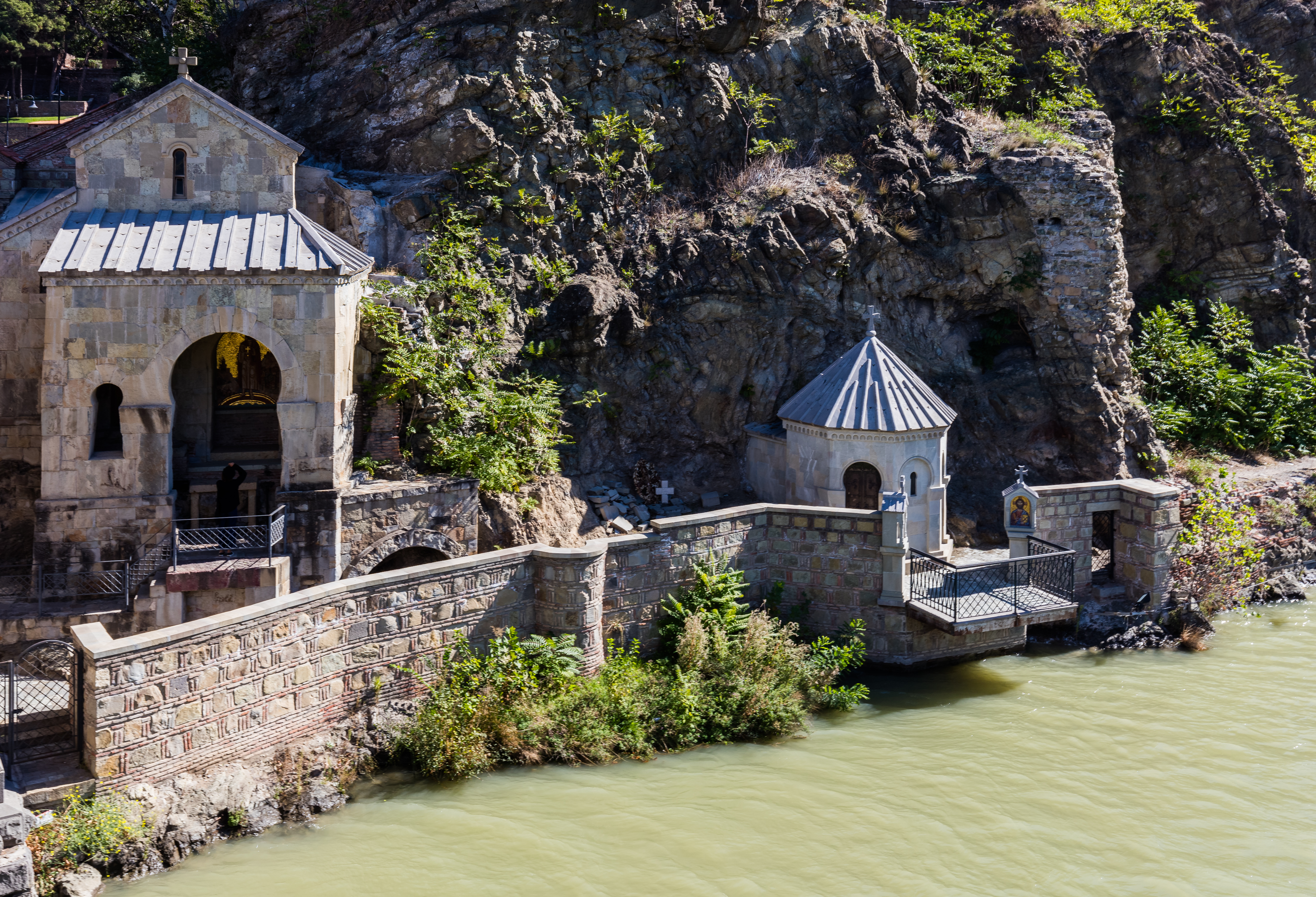
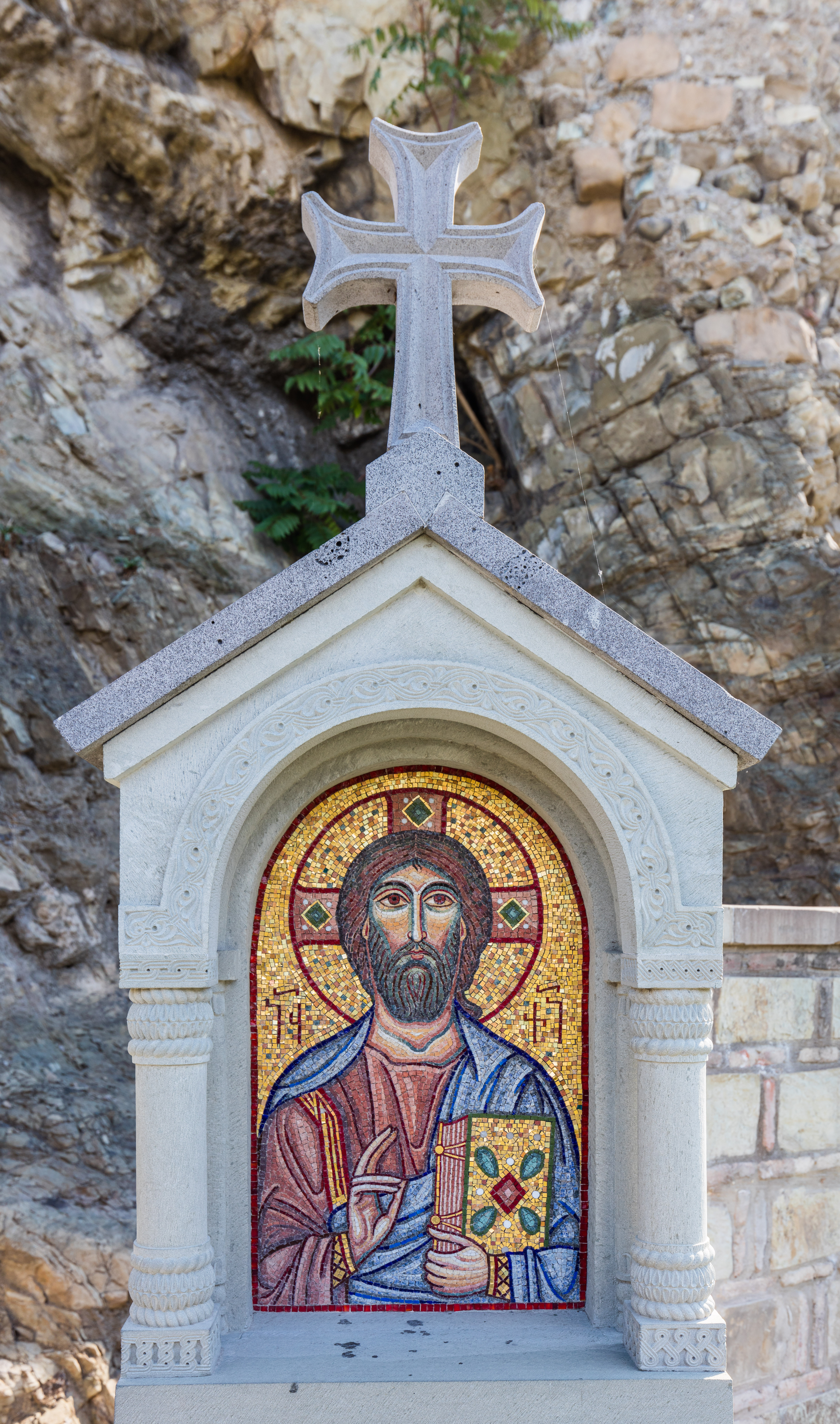
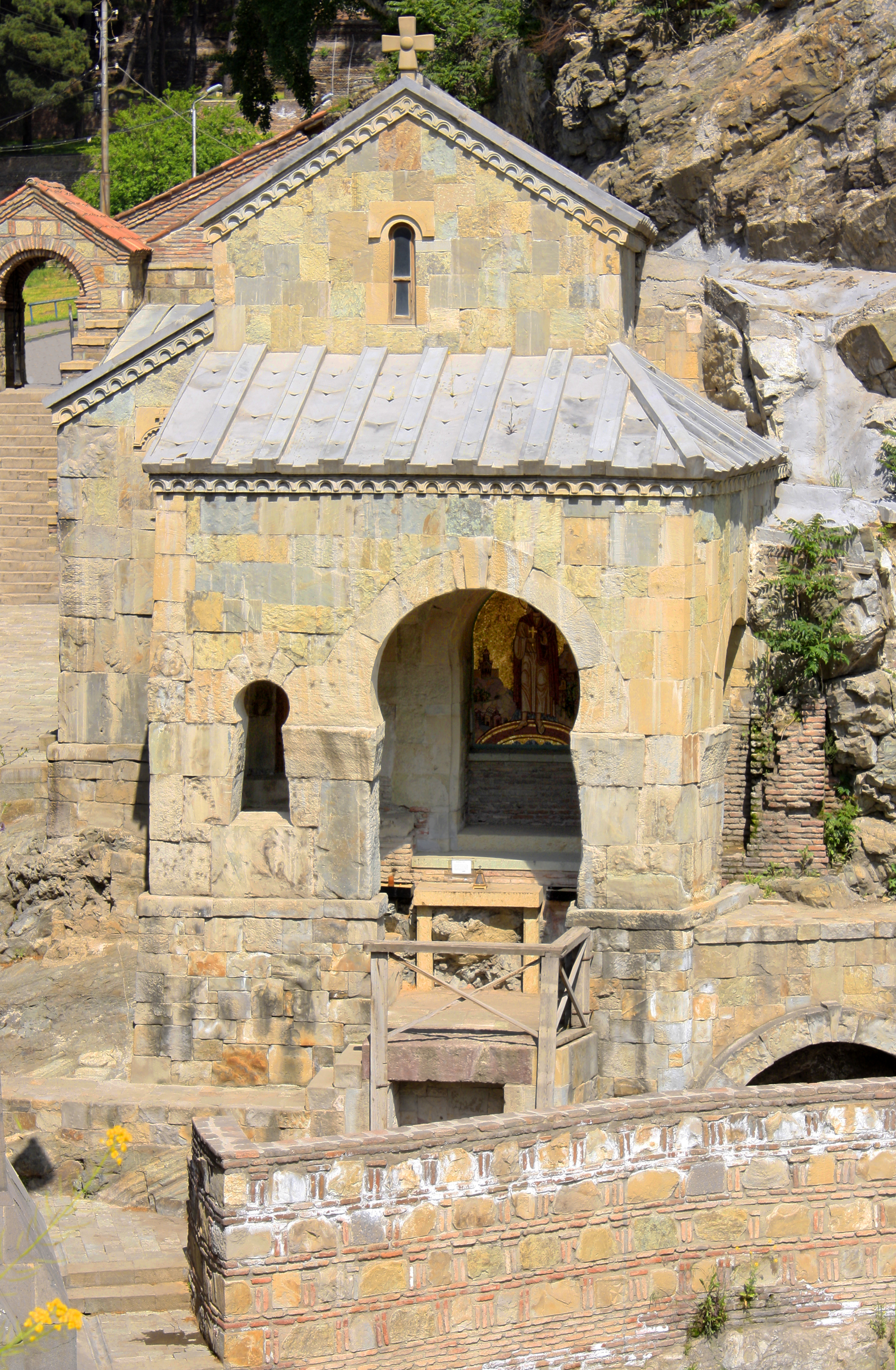
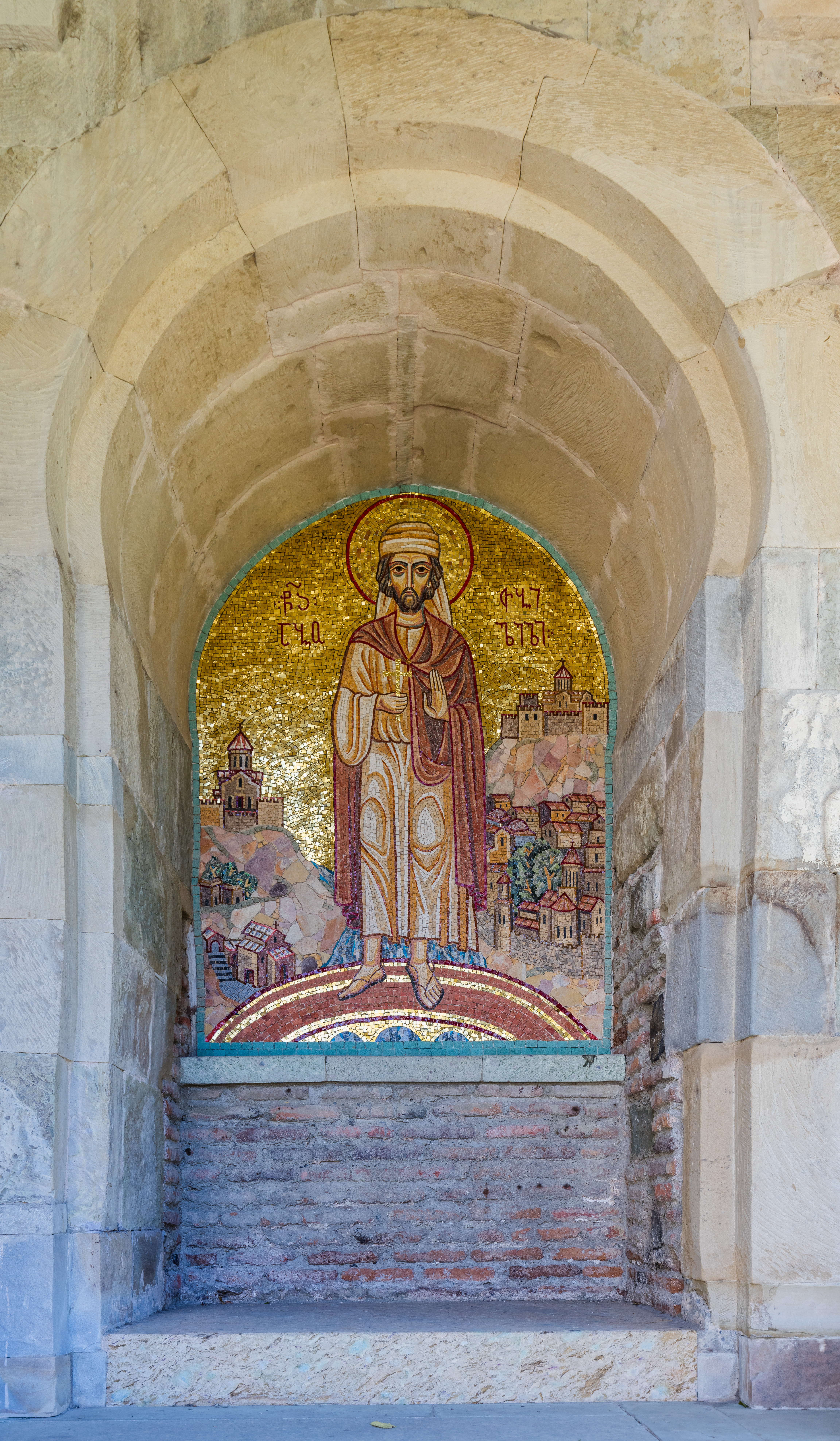